# Primeira Liga 2021-2022
La Primeira Liga 2021-2022, nota come Liga Portugal Bwin 2021-2022 per ragioni di sponsorizzazione, è stata l'88ª edizione della massima serie del campionato portoghese di calcio, iniziata il 6 agosto 2021 e terminata il 15 maggio 2022. Il Porto ha conquistato il titolo per la trentesima volta nella sua storia.

## Stagione

### Novità
Dalla stagione 2020-2021 sono stati retrocessi Farense e Nacional, ultime due squadre classificate, insieme al Rio Ave, perdente dello spareggio promozione-retrocessione; dalla Segunda Liga 2020-2021 sono stati promossi Estoril Praia e Vizela, prime due squadre classificate, insieme all'Arouca, vincitore dello spareggio promozione-retrocessione.

### Formula
- Le 18 squadre partecipanti si affrontano in un girone di andata e ritorno, per un totale di 34 giornate.
- La squadra campione di Portogallo ha il diritto a partecipare alla fase a gironi della UEFA Champions League 2022-2023 insieme alla seconda; la terza viene ammessa al terzo turno di qualificazione.
- La vincente della Taça de Portugal 2021-2022 viene ammessa alla fase a gironi della UEFA Europa League 2022-2023. Se arriva nelle prime tre posizioni, viene ammessa la quarta classificata.
- Quarta e quinta classificate vengono ammesse rispettivamente al terzo e al secondo turno di qualificazione della UEFA Europa Conference League 2022-2023.
- La squadra terz'ultima classificata disputa uno spareggio promozione/retrocessione con la terza classificata della Segunda Liga 2021-2022.
- Le squadre classificate agli ultimi due posti (17º e 18º posto) retrocedono in Segunda Liga.

## Squadre partecipanti
| Club              | Stagione | Città                  | Stadio                            | Stagione precedente        |
| ----------------- | -------- | ---------------------- | --------------------------------- | -------------------------- |
| Arouca            | dettagli | Arouca                 | Stadio comunale di Arouca         | 3º posto in Segunda Liga   |
| Belenenses SAD    | dettagli | Lisbona                | Stadio nazionale di Jamor         | 10º posto in Primeira Liga |
| Benfica           | dettagli | Lisbona                | Estádio da Luz                    | 3º posto in Primeira Liga  |
| Boavista          | dettagli | Porto                  | Estádio do Bessa Século XXI       | 13º posto in Primeira Liga |
| Braga             | dettagli | Braga                  | Stadio comunale di Braga          | 4º posto in Primeira Liga  |
| Estoril Praia     | dettagli | Estoril                | Stadio António Coimbra da Mota    | 1º posto in Segunda Liga   |
| Famalicão         | dettagli | Vila Nova de Famalicão | Estádio Municipal 22 de Junho     | 9º posto in Primeira Liga  |
| Gil Vicente       | dettagli | Barcelos               | Estádio Cidade de Barcelos        | 11º posto in Primeira Liga |
| Marítimo          | dettagli | Funchal                | Estádio do Marítimo               | 15º posto in Primeira Liga |
| Moreirense        | dettagli | Moreira de Cónegos     | Parque Joaquim de Almeida Freitas | 8º posto in Primeira Liga  |
| Paços Ferreira    | dettagli | Paços de Ferreira      | Estádio da Capital do Móvel       | 5º posto in Primeira Liga  |
| Portimonense      | dettagli | Portimão               | Estádio Municipal de Portimão     | 14º posto in Primeira Liga |
| Porto             | dettagli | Porto                  | Estádio do Dragão                 | 2º posto in Primeira Liga  |
| Santa Clara       | dettagli | Ponta Delgada          | Estádio de São Miguel             | 6º posto in Primeira Liga  |
| Sporting Lisbona  | dettagli | Lisbona                | Stadio José Alvalade              | Campione di Portogallo     |
| Tondela           | dettagli | Tondela                | Estádio João Cardoso              | 12º posto in Primeira Liga |
| Vitória Guimarães | dettagli | Guimarães              | Estádio D. Afonso Henriques       | 7º posto in Primeira Liga  |
| Vizela            | dettagli | Vizela                 | Estádio do FC Vizela              | 2º posto in Segunda Liga   |

## Allenatori
| Squadra           | Allenatore                                                                            |
| ----------------- | ------------------------------------------------------------------------------------- |
| Arouca            | Armando Evangelista                                                                   |
| Belenenses SAD    | Petit (1ª-8ª) Filipe Cândido (9ª-17ª) Franclim Carvalho (18ª-34ª)                     |
| Benfica           | Jorge Jesus (1ª-15ª) Nélson Veríssimo (16ª-34ª)                                       |
| Boavista          | João Pedro Sousa (1ª-12ª) Petit (13ª-34ª)                                             |
| Braga             | Carlos Carvalhal                                                                      |
| Estoril Praia     | Bruno Pinheiro                                                                        |
| Famalicão         | Ivo Vieira (1ª-15ª) Rui Pedro Silva (16ª-34ª)                                         |
| Gil Vicente       | Ricardo Soares                                                                        |
| Marítimo          | Julio Velázquez (1ª-11ª) Vasco Seabra (12ª-34ª)                                       |
| Moreirense        | João Henriques (1ª-12ª) Lito Vidigal (13ª-16ª) Ricardo Sá Pinto (17ª-34ª)             |
| Paços de Ferreira | Jorge Simão (1ª-14ª) César Peixoto (15ª-34ª)                                          |
| Portimonense      | Paulo Sérgio                                                                          |
| Porto             | Sérgio Conceição                                                                      |
| Santa Clara       | Daniel Ramos (1ª-8ª) Nuno Campos (9ª-14ª) Tiago Sousa (15ª-17ª) Mário Silva (18ª-34ª) |
| Sporting Lisbona  | Rúben Amorim                                                                          |
| Tondela           | Pako Ayestarán (1ª-26ª) Nuno Campos (27ª-34ª)                                         |
| Vitória Guimarães | Pepa                                                                                  |
| Vizela            | Álvaro Pacheco                                                                        |

## Classifica finale
|  | Pos. | Squadra           | Pt | G  | V  | N  | P  | GF | GS | DR  |
|  | ---- | ----------------- | -- | -- | -- | -- | -- | -- | -- | --- |
|  | 1.   | Porto             | 91 | 34 | 29 | 4  | 1  | 86 | 22 | +64 |
|  | 2.   | Sporting Lisbona  | 85 | 34 | 27 | 4  | 3  | 73 | 23 | +50 |
|  | 3.   | Benfica           | 74 | 34 | 23 | 5  | 6  | 78 | 30 | +48 |
|  | 4.   | Braga             | 65 | 34 | 19 | 8  | 7  | 52 | 31 | +21 |
|  | 5.   | Gil Vicente       | 51 | 34 | 13 | 12 | 9  | 47 | 42 | +5  |
|  | 6.   | Vitória Guimarães | 48 | 34 | 13 | 9  | 12 | 50 | 41 | +9  |
|  | 7.   | Santa Clara       | 40 | 34 | 9  | 13 | 12 | 38 | 54 | -16 |
|  | 8.   | Famalicão         | 39 | 34 | 9  | 12 | 13 | 45 | 51 | -6  |
|  | 9.   | Estoril Praia     | 39 | 34 | 9  | 12 | 13 | 36 | 43 | -7  |
|  | 10.  | Marítimo          | 38 | 34 | 9  | 11 | 14 | 39 | 44 | -5  |
|  | 11.  | Paços Ferreira    | 38 | 34 | 9  | 11 | 14 | 29 | 44 | -15 |
|  | 12.  | Boavista          | 38 | 34 | 7  | 17 | 10 | 39 | 52 | -13 |
|  | 13.  | Portimonense      | 38 | 34 | 10 | 8  | 16 | 31 | 45 | -14 |
|  | 14.  | Vizela            | 33 | 34 | 7  | 12 | 15 | 37 | 58 | -21 |
|  | 15.  | Arouca            | 31 | 34 | 7  | 10 | 17 | 30 | 54 | -24 |
|  | 16.  | Moreirense        | 29 | 34 | 7  | 8  | 19 | 33 | 51 | -18 |
|  | 17.  | Tondela           | 28 | 34 | 7  | 7  | 20 | 41 | 67 | -26 |
|  | 18.  | Belenenses SAD    | 26 | 34 | 5  | 11 | 18 | 23 | 55 | -32 |

Legenda:

      Campione del Portogallo e ammessa alla UEFA Champions League 2022-2023
      Ammessa alla UEFA Champions League 2022-2023
      Ammessa alla UEFA Europa League 2022-2023
      Ammessa alla UEFA Europa Conference League 2022-2023
 Ammessa allo Spareggio promozione-retrocessione
      Retrocesse in Segunda Liga 2022-2023
Note:
Tre punti per la vittoria, uno per il pareggio, zero per la sconfitta.
La classifica viene stilata secondo i seguenti criteri:
- Punti conquistati
- Punti conquistati negli scontri diretti
- Differenza reti negli scontri diretti
- Reti realizzate in trasferta negli scontri diretti
- Differenza reti generale
- Partite vinte
- Reti totali realizzate
- Spareggio

## Risultati

### Tabellone
Ogni riga indica i risultati casalinghi della squadra segnata a inizio della riga, contro le squadre segnate colonna per colonna (che invece avranno giocato l'incontro in trasferta). Al contrario, leggendo la colonna di una squadra si avranno i risultati ottenuti dalla stessa in trasferta, contro le squadre segnate in ogni riga, che invece avranno giocato l'incontro in casa.
|                   | ARO  | BEL  | BEN  | BOA  | BRA  | EST  | FAM  | GVI  | MAR  | MOR  | PFE  | PTI  | PTO  | SAN  | SPO  | TON  | VGU  | VIZ  |
| ----------------- | ---- | ---- | ---- | ---- | ---- | ---- | ---- | ---- | ---- | ---- | ---- | ---- | ---- | ---- | ---- | ---- | ---- | ---- |
| Arouca            | –––– | 0-0  | 0-2  | 2-1  | 0-6  | 0-2  | 2-1  | 2-1  | 0-3  | 1-1  | 0-1  | 1-0  | 0-2  | 1-1  | 1-2  | 2-0  | 2-2  | 1-4  |
| Belenenses SAD    | 2-1  | –––– | 0-7  | 0-0  | 0-1  | 0-1  | 2-3  | 1-1  | 1-2  | 1-1  | 0-2  | 2-0  | 1-4  | 2-1  | 1-4  | 0-2  | 1-0  | 1-0  |
| Benfica           | 2-0  | 3-1  | –––– | 3-1  | 6-1  | 2-1  | 0-0  | 1-2  | 7-1  | 1-1  | 2-0  | 0-1  | 0-1  | 2-1  | 1-3  | 2-1  | 3-0  | 1-1  |
| Boavista          | 1-0  | 0-0  | 2-2  | –––– | 1-1  | 1-1  | 2-5  | 1-1  | 1-1  | 1-0  | 3-0  | 1-1  | 0-1  | 2-0  | 0-3  | 1-1  | 1-1  | 2-2  |
| Braga             | 1-0  | 1-0  | 3-2  | 2-2  | –––– | 2-0  | 2-2  | 0-1  | 0-1  | 2-0  | 2-1  | 3-0  | 1-0  | 0-0  | 1-2  | 3-1  | 0-0  | 4-1  |
| Estoril Praia     | 1-2  | 2-2  | 1-1  | 2-3  | 0-0  | –––– | 2-2  | 2-2  | 2-1  | 1-0  | 0-0  | 2-0  | 2-3  | 2-2  | 0-1  | 1-0  | 0-0  | 1-2  |
| Famalicão         | 0-0  | 1-0  | 1-4  | 1-2  | 3-2  | 3-1  | –––– | 2-2  | 0-0  | 5-0  | 0-0  | 0-3  | 1-2  | 0-0  | 1-1  | 2-1  | 1-2  | 1-1  |
| Gil Vicente       | 1-1  | 2-0  | 0-2  | 3-0  | 0-1  | 0-0  | 4-0  | –––– | 1-1  | 1-2  | 1-1  | 1-0  | 1-2  | 2-2  | 0-3  | 3-0  | 3-2  | 2-2  |
| Marítimo          | 2-2  | 1-1  | 0-1  | 4-0  | 0-2  | 0-0  | 0-1  | 1-2  | –––– | 0-0  | 2-0  | 0-1  | 1-1  | 4-1  | 1-1  | 1-3  | 0-1  | 2-0  |
| Moreirense        | 2-1  | 4-1  | 1-2  | 1-2  | 2-3  | 1-0  | 2-2  | 2-2  | 0-1  | –––– | 1-1  | 0-1  | 0-1  | 0-2  | 0-2  | 2-0  | 0-1  | 4-1  |
| Paços de Ferreira | 0-0  | 2-2  | 0-2  | 1-1  | 0-0  | 1-3  | 2-0  | 0-1  | 2-0  | 2-1  | –––– | 1-1  | 2-4  | 2-1  | 0-2  | 1-1  | 1-2  | 2-1  |
| Portimonense      | 1-1  | 2-0  | 1-2  | 1-1  | 1-2  | 0-2  | 1-0  | 0-1  | 1-2  | 1-0  | 0-1  | –––– | 0-3  | 2-1  | 2-3  | 1-2  | 1-1  | 0-0  |
| Porto             | 3-0  | 2-0  | 3-1  | 4-1  | 1-0  | 2-0  | 3-1  | 1-1  | 2-1  | 5-0  | 2-1  | 7-0  | –––– | 3-0  | 2-2  | 4-0  | 2-1  | 4-2  |
| Santa Clara       | 2-1  | 0-0  | 0-5  | 2-1  | 1-1  | 2-0  | 0-2  | 1-0  | 2-2  | 2-2  | 2-0  | 1-1  | 0-3  | –––– | 3-2  | 2-2  | 1-0  | 3-1  |
| Sporting Lisbona  | 2-0  | 2-0  | 0-2  | 2-0  | 1-2  | 3-0  | 2-0  | 4-1  | 1-0  | 1-0  | 2-0  | 3-2  | 1-1  | 4-0  | –––– | 2-0  | 1-0  | 3-0  |
| Tondela           | 2-2  | 1-1  | 1-3  | 2-2  | 0-1  | 1-2  | 3-2  | 0-3  | 4-2  | 2-1  | 0-1  | 0-3  | 1-3  | 3-0  | 1-3  | –––– | 1-1  | 2-3  |
| Vitoria Guimarães | 1-3  | 0-0  | 1-3  | 1-1  | 2-1  | 3-1  | 2-1  | 5-0  | 2-1  | 2-1  | 4-0  | 0-1  | 0-1  | 1-1  | 1-3  | 5-2  | –––– | 4-0  |
| Vizela            | 2-1  | 2-0  | 0-1  | 1-1  | 0-1  | 1-1  | 1-1  | 0-1  | 1-1  | 0-1  | 1-1  | 1-1  | 0-4  | 1-1  | 0-2  | 2-1  | 3-2  | –––– |

## Spareggio promozione-retrocessione
Allo spareggio sono ammesse la sedicesima classificata in Primeira Liga e la terza classificata in Segunda Liga.
|            | Risultati |            | Luogo e data                       |
| ---------- | --------- | ---------- | ---------------------------------- |
| Chaves     | 2 - 0     | Moreirense | Chaves, 21 maggio 2022             |
| Moreirense | 1 - 0     | Chaves     | Moreira de Cónegos, 29 maggio 2022 |
|            |           |            |                                    |

## Statistiche

### Squadre

#### Capoliste solitarie
|    | —— | —— | ——      | ——      | ——      | ——      | ——      | ——      | ——  | ——  | ——  | ——  | ——  | ——  | ——  | ——    | ——    | ——    | ——    | ——    | ——    | ——    | ——    | ——    | ——    | ——    | ——    | ——    | ——    | ——    | ——    | ——    | ——    | —— |  |
|    |    |    | Benfica | Benfica | Benfica | Benfica | Benfica | Benfica |     |     |     |     |     |     |     | Porto | Porto | Porto | Porto | Porto | Porto | Porto | Porto | Porto | Porto | Porto | Porto | Porto | Porto | Porto | Porto | Porto | Porto |    |  |
|    |    |    |         |         |         |         |         |         |     |     |     |     |     |     |     |       |       |       |       |       |       |       |       |       |       |       |       |       |       |       |       |       |       |    |  |
|    |    |    |         |         |         |         |         |         |     |     |     |     |     |     |     |       |       |       |       |       |       |       |       |       |       |       |       |       |       |       |       |       |       |    |  |
| 1ª | 2ª | 3ª | 4ª      | 5ª      | 6ª      | 7ª      | 8ª      | 9ª      | 10ª | 11ª | 12ª | 13ª | 14ª | 15ª | 16ª | 17ª   | 18ª   | 19ª   | 20ª   | 21ª   | 22ª   | 23ª   | 24ª   | 25ª   | 26ª   | 27ª   | 28ª   | 29ª   | 30ª   | 31ª   | 32ª   | 33ª   | 34ª   |    |  |

#### Classifica in divenire
|                   | 1ª | 2ª | 3ª | 4ª | 5ª | 6ª | 7ª | 8ª | 9ª | 10ª | 11ª | 12ª | 13ª | 14ª | 15ª | 16ª | 17ª | 18ª | 19ª | 20ª | 21ª | 22ª | 23ª | 24ª | 25ª | 26ª | 27ª | 28ª | 29ª | 30ª | 31ª | 32ª | 33ª | 34ª |
|                   |    |    |    |    |    |    |    |    |    |     |     |     |     |     |     |     |     |     |     |     |     |     |     |     |     |     |     |     |     |     |     |     |     |     |
| ----------------- | -- | -- | -- | -- | -- | -- | -- | -- | -- | --- | --- | --- | --- | --- | --- | --- | --- | --- | --- | --- | --- | --- | --- | --- | --- | --- | --- | --- | --- | --- | --- | --- | --- | --- |
| Arouca            | 0  | 0  | 3  | 3  | 4  | 5  | 5  | 5  | 6  | 9   | 10  | 13  | 13  | 13  | 14  | 14  | 14  | 14* | 17* | 18  | 18  | 18  | 21  | 22  | 22  | 22  | 23  | 26  | 26  | 27  | 27  | 30  | 30  | 31  |
| Belenenses SAD    | 0  | 0  | 0  | 1  | 2  | 3  | 4  | 4  | 5  | 8   | 8   | 8   | 8   | 8   | 8   | 8   | 11  | 11  | 12  | 12  | 12  | 15  | 15  | 15  | 16  | 17  | 18  | 21  | 21  | 24  | 25  | 25  | 25  | 26  |
| Benfica           | 3  | 6  | 9  | 12 | 15 | 18 | 21 | 21 | 24 | 25  | 28  | 31  | 31  | 34  | 37  | 37  | 40  | 41  | 44  | 44  | 47  | 50  | 51  | 54  | 57  | 58  | 61  | 61  | 64  | 67  | 68  | 71  | 71  | 74  |
| Boavista          | 0  | 3  | 6  | 7  | 8  | 8  | 9  | 10 | 11 | 11  | 11  | 11  | 12  | 12  | 15  | 16  | 17  | 18  | 19  | 19  | 20  | 21  | 22  | 25  | 26  | 27  | 27  | 30  | 33  | 33  | 33  | 36  | 37  | 38  |
| Braga             | 3  | 3  | 6  | 7  | 8  | 11 | 12 | 13 | 16 | 19  | 19  | 22  | 25  | 25  | 28  | 31  | 32  | 32  | 35  | 38  | 38  | 41  | 44  | 45  | 46  | 46  | 49  | 52  | 55  | 56  | 59  | 62  | 65  | 65  |
| Estoril Praia     | 3  | 4  | 7  | 10 | 13 | 13 | 14 | 15 | 18 | 19  | 20  | 21  | 21  | 24  | 25  | 25  | 25  | 25  | 25  | 26  | 27  | 30  | 30  | 30  | 31  | 34  | 34  | 34  | 34  | 35  | 36  | 36  | 39  | 39  |
| Famalicão         | 0  | 0  | 0  | 1  | 2  | 3  | 3  | 3  | 6  | 7   | 10  | 10  | 10  | 10  | 11  | 14* | 15* | 16  | 16  | 17  | 17  | 20  | 23  | 26  | 26  | 27  | 28  | 28  | 28  | 29  | 30  | 33  | 36  | 39  |
| Gil Vicente       | 3  | 6  | 6  | 6  | 7  | 8  | 8  | 9  | 9  | 12  | 13  | 14  | 17  | 20  | 20  | 23  | 26  | 27  | 30  | 33  | 34  | 37  | 40  | 41  | 42  | 45  | 46  | 46  | 46  | 47  | 48  | 48  | 51  | 51  |
| Marítimo          | 0  | 3  | 4  | 4  | 5  | 6  | 6  | 7  | 7  | 7   | 7   | 10  | 11  | 14  | 14  | 17  | 20  | 23  | 24  | 24  | 25  | 28  | 28  | 29  | 32  | 32  | 33  | 33  | 33  | 36  | 37  | 37  | 38  | 38  |
| Moreirense        | 0  | 1  | 1  | 2  | 3  | 3  | 6  | 7  | 7  | 8   | 8   | 9   | 9   | 9   | 9   | 12  | 15  | 16  | 16  | 16  | 19  | 19  | 19  | 20  | 20  | 20  | 20  | 20  | 23  | 26  | 26  | 26  | 26  | 29  |
| Paços de Ferreira | 3  | 3  | 3  | 6  | 7  | 8  | 9  | 9  | 10 | 11  | 11  | 11  | 11  | 11  | 14  | 17  | 17  | 18  | 19  | 20  | 21  | 21  | 24  | 27  | 27  | 30  | 33  | 33  | 36  | 36  | 37  | 38  | 38  | 38  |
| Portimonense      | 3  | 3  | 6  | 6  | 7  | 10 | 11 | 14 | 14 | 14  | 17  | 20  | 20  | 23  | 24  | 24  | 24  | 25  | 25  | 25  | 26  | 27  | 28  | 29  | 29  | 29  | 29  | 29  | 32  | 32  | 35  | 35  | 35  | 38  |
| Porto             | 3  | 6  | 7  | 10 | 11 | 14 | 17 | 20 | 23 | 26  | 29  | 32  | 35  | 38  | 41  | 44  | 47  | 50  | 53  | 56  | 59  | 60  | 63  | 64  | 67  | 70  | 73  | 76  | 79  | 82  | 82  | 85  | 88  | 91  |
| Santa Clara       | 0  | 1  | 1  | 4  | 4  | 4  | 5  | 6  | 6  | 6   | 6   | 7   | 10  | 10  | 13  | 13  | 16  | 17  | 20  | 23  | 24  | 24  | 25  | 26  | 29  | 30  | 31  | 31  | 34  | 35  | 36  | 37  | 40  | 40  |
| Sporting Lisbona  | 3  | 6  | 9  | 10 | 11 | 14 | 17 | 20 | 23 | 26  | 29  | 32  | 35  | 38  | 41  | 44  | 44  | 47  | 47  | 50  | 53  | 54  | 57  | 58  | 61  | 64  | 67  | 70  | 73  | 73  | 76  | 79  | 82  | 85  |
| Tondela           | 3  | 3  | 3  | 3  | 3  | 3  | 6  | 9  | 9  | 9   | 12  | 12  | 15* | 15  | 15  | 15* | 16  | 17  | 17  | 20  | 20  | 20  | 20  | 20  | 21  | 21  | 22  | 25  | 25  | 25  | 26  | 27  | 27  | 28  |
| Vitòria Guimarães | 0  | 1  | 4  | 5  | 6  | 7  | 7  | 10 | 13 | 13  | 16  | 16  | 19  | 22  | 22  | 23  | 23  | 24  | 27  | 27  | 30  | 30  | 30  | 30  | 33  | 36  | 36  | 39  | 39  | 42  | 43  | 44  | 45  | 48  |
| Vizela            | 0  | 3  | 3  | 4  | 5  | 6  | 7  | 8  | 8  | 9   | 10  | 10  | 13* | 16  | 16  | 16* | 16  | 16  | 19  | 22  | 23  | 23  | 23  | 24  | 24  | 25  | 26  | 29  | 29  | 29  | 32  | 32  | 33  | 33  |

### Individuali

#### Classifica marcatori
| Gol |  |  | Giocatore       | Squadra           |
| --- |  |  | --------------- | ----------------- |
| 26  |  |  | Darwin Núñez    | Benfica           |
| 20  |  |  | Mehdi Taremi    | Porto             |
| 17  |  |  | Ricardo Horta   | Braga             |
| 16  |  |  | Fran Navarro    | Gil Vicente       |
| 15  |  |  | Óscar Estupiñán | Vitoria Guimaraes |
| 15  |  |  | Pablo Sarabia   | Sporting Lisbona  |
| 14  |  |  | Luis Díaz       | Porto             |
| 14  |  |  | Evanilson       | Porto             |
| 14  |  |  | Simon Banza     | Famelicao         |
| 12  |  |  | Samuel Lino     | Gil Vicente       |